# Cleto González Víquez
Cleto González Víquez (ur. 13 października 1858, zm. 23 września 1937) był kostarykańskim politykiem, adwokatem i burmistrzem, ministrem spraw zagranicznych (1889), a także szefem resortu spraw wewnętrznych, rozwoju, skarbu oraz sprawiedliwości, II wiceprezydentem (1902–1906) i w końcu dwukrotnym prezydentem Kostaryki: w latach 1906–1910 oraz 1928–1932.
Zasłynął jako uczciwy i rozsądny administrator, a także jako autor prac dotyczących historii Kostaryki.